# Suslic de Tian Shan
El suslic de Tian Shan (Spermophilus ralli) és una espècie de rosegador esciüromorf de la família dels esciúrids. Es troba a la Xina, el Kazakhstan i al Kirguizstan. El parent proper Spermophilus relictus, de vegades es considera la mateixa espècie, i comparteix el nom comú d'esquirol de terra de Tian Shan.

## Descripció
Aquest esquirol de terra té uns vint centímetres de llarg amb una cua de sis centímetres i pesa entre 300 i 400 grams. A l'estiu, el pelatge és marró grisenc o groguenc a sobre, amb algunes taques de color més clar indistintes, més pàl·lides als costats i groc-gris a sota. A l'hivern és totalment pàl·lid i més gris. La cua té una banda de color fosc característic i una punta de color blanc groguenc. No hi ha marques facials com les que es troben en diverses espècies estretament relacionades.